# إدريس علي (سياسي)
إدريس علي (بالهندية: इदरिस अली)‏ (بالإنجليزية: Idris Ali)‏ هو سياسي هندي، ولد في 1950. حزبياً، نشط في المؤتمر الوطني الهندي. وقد انتخب عضو لوك سابها السادسة عشر ‏ عن دائرة دائرة بصيرهات ‏ وقد انضم خلال فترته النيابية ‏ للكتلة البرلمانية مؤتمر ترينامول لعموم الهند ‏.